# Port lotniczy Juan Pablo Pérez Alfonso
Port lotniczy Juan Pablo Pérez Alfonso (IATA: VIG, ICAO: SVVG) – port lotniczy położony w El Vigía, w stanie Mérida, w Wenezueli.